# Beanie Sigel
Beanie Sigel (nacido como Dwight Grant el 6 de marzo de 1974 en Filadelfia, Pensilvania) es un rapero estadounidense firmado por Damon Dash y Jay-Z para Roc-a-Fella Records en 1998.

## Biografía
El nombre de Beanie Sigel proviene de la calle en Philadelphia donde creció, "Sigel Street", y "Beans" es lo que la gente solía llamarle de pequeño porque tenía disposición a la flatulencia. Beanie también fundó el grupo y el sello State Property, así como la compañía de ropa. 
El debut de Beanie Sigel se produjo el 28 de febrero de 2000, con The Truth, bajo Roc-a-Fella Records. El álbum recibió el certidicado de oro en parte gracias a éxitos como "The Truth" y "Remember The Days" con Eve. Su segundo álbum, The Reason, fue grabado a mediados del 2001. Este fue un álbum ligero comparado con el de su debut, y también sirvió para introducir en el mundo su propio grupo, State Property. Beanie ayudó en el lanzamiento de las carreras de los raperos de Philadelphia Freeway, Peedi Crakk y Young Gunz.
Sigel también dirigió su primera película, State Property, producido por Roc-A-Films.
Su tercer álbum, The B. Coming, fue lanzado el 28 de marzo de 2005 bajo Dame Dash Music Group, y contaba con producciones de The Neptunes, Just Blaze y Bink!, entre otros, y las colaboraciones de State Property, Redman, Snoop Dogg y los habituales Cam'ron y Jay-Z. El álbum fue grabado antes de su ingreso en prisión, y liberado mientras cumplía condena. Actualmente, ya está libre. Cuando Beanie estaba en la cárcel, ninguno de los miembros de State Property fue a visitarlo, excepto Oschino Vazquez.
En octubre de 2005, su padrastro fue disparado mortalmente.

## Discografía
- 2000: The Truth
- 2001: The Reason
- 2005: The B. Coming